# Фридек-Мистек (футбольный клуб)
«Фри́дек-Ми́стек» (чеш. MFK Frýdek-Místek) — чешский футбольный клуб из одноимённого города, выступающий в Моравско-силезской футбольная лиге, третьем по силе футбольном дивизионе Чехии. Домашние матчи проводит на стадионе «Стовки», вмещающим 12 400 зрителей.

## История
Клуб был основан в 1921 году. В первый и последний раз в Высшей лиге Чехословакии клуб выступил в сезоне 1976/77. По итогам чемпионата занял 15-е место и вылетел в дивизион ниже. В чемпионате Чехии клуб все сезоны провёл во втором, третьем и четвёртом дивизионах, где лучшим достижением было 6-е место во Второй лиге в сезоне 1993/94. В 1997 году был объединён с клубом «Слезан Фридек-Мистек», сохранив прежнее название.
1 июля 2011 года получил официальное название «Городской футбольный клуб Фридек-Мистек», так как главным спонсором клуба стала администрация города Фридек-Мистек.

## Прежние названия
- 1921 — Карловогутний ФК (чеш. Karlovohutní fotbalový klub)
- 1950 — ЗСЕ Железарни Сталинград (чеш. Závodní sokolská jednota Železárny Stalingrad)
- 1954 — ДСО Баник Мистек (чеш. Dobrovolná sportovní organizace Baník Místek)
- 1958 — ТЕ Железарни Сталинград (чеш. Tělovýchovná jednota Železárny Stalingrad)
- 1960 — ТЕ ВП Фридек-Мистек (чеш. Tělovýchovná jednota Válcovny plechu Frýdek-Místek)
- 1991 — ФК ВП Фридек-Мистек (чеш. Fotbalový klub Válcovny plechu Frýdek-Místek)
- 2003 — ФК Фридек-Мистек (чеш. Fotbalový klub Frýdek-Místek)
- 2004 — Фотбал Фридек-Мистек (чеш. Fotbal Frýdek-Místek)
- 2011 — МФК Фридек-Мистек (чеш. Městský fotbalový klub Frýdek-Místek)
- 2021 — ФК Фридек-Мистек (чеш. Fotbalový klub Frýdek-Místek)

## Выступление в чемпионате и Кубке Чехии
| Сезон   | Лига/дивизион                      | Уров. | Место | Кубок        |
| ------- | ---------------------------------- | ----- | ----- | ------------ |
| 1993/94 | Вторая лига                        | 2     | 6     | Третий раунд |
| 1994/95 | Вторая лига                        | 2     | 10    | Третий раунд |
| 1995/96 | Вторая лига                        | 2     | 10    | Третий раунд |
| 1996/97 | Вторая лига                        | 2     | 11    | Первый раунд |
| 1997/98 | Вторая лига                        | 2     | 8     | Второй раунд |
| 1998/99 | Вторая лига                        | 2     | 9     | Первый раунд |
| 1999/00 | Вторая лига                        | 2     | 16    | Второй раунд |
| 2000/01 | Моравско-силезская футбольная лига | 3     | 12    | Второй раунд |
| 2001/02 | Моравско-силезская футбольная лига | 3     | 14    | Первый раунд |
| 2002/03 | Моравско-силезская футбольная лига | 3     | 4     | Второй раунд |
| 2003/04 | Моравско-силезская футбольная лига | 3     | 15    | Первый раунд |
| 2004/05 | Дивизион E                         | 4     | 9     | Первый раунд |
| 2005/06 | Дивизион E                         | 4     | 2     | Первый раунд |
| 2006/07 | Моравско-силезская футбольная лига | 3     | 4     | Первый раунд |
| 2007/08 | Моравско-силезская футбольная лига | 3     | 5     | 1/8 финала   |
| 2008/09 | Моравско-силезская футбольная лига | 3     | 6     | Третий раунд |
| 2009/10 | Моравско-силезская футбольная лига | 3     | 4     | Второй раунд |
| 2010/11 | Моравско-силезская футбольная лига | 3     | 3     | Первый раунд |
| 2011/12 | Моравско-силезская футбольная лига | 3     | 2     | Третий раунд |
| 2012/13 | Моравско-силезская футбольная лига | 3     | 2     | Второй раунд |
| 2013/14 | Футбольная национальная лига       | 2     | 14    | Второй раунд |
| 2014/15 | Футбольная национальная лига       | 2     | 14    | Третий раунд |
| 2015/16 | Футбольная национальная лига       | 2     | 10    | 1/8 финала   |
| 2016/17 | Футбольная национальная лига       | 2     | 15    | Второй раунд |
| 2017/18 | Футбольная национальная лига       | 2     | 16    | Первый раунд |
| 2018/19 | Моравско-силезская футбольная лига | 3     | 3     | Второй раунд |
| 2019/20 | Моравско-силезская футбольная лига | 3     | 2     | Второй раунд |
| 2020/21 | Моравско-силезская футбольная лига | 3     | 6     | Второй раунд |
| 2021/22 | Моравско-силезская футбольная лига | 3     | 8     | Первый раунд |
| 2022/23 | Моравско-силезская футбольная лига | 3     | 10    | Третий раунд |
| 2023/24 | Моравско-силезская футбольная лига | 3     | 9     | Первый раунд |
| 2024/25 | Моравско-силезская футбольная лига | 3     | 5     | Первый раунд |
| 2025/26 | Моравско-силезская футбольная лига | 3     |       |              |